# TT70
La tombe thébaine TT 70 est située à Cheikh Abd el-Gournah, dans la nécropole thébaine, sur la rive ouest du Nil, face à Louxor en Égypte.
C'est la sépulture d'un inconnu commencée durant le règne d'Amenhotep III (XVIIIe dynastie). La tombe inachevée a été usurpée et terminée par Amenmosé, fin XXe début XXIe dynastie.